# Sydax gibbus
Sydax gibbus är en skalbaggsart som beskrevs av Joly 1985. Sydax gibbus ingår i släktet Sydax och familjen långhorningar.
Artens utbredningsområde är Venezuela. Inga underarter finns listade i Catalogue of Life.